# Роннебі (Міннесота)
Роннебі (англ. Ronneby) — переписна місцевість (CDP) в США, в окрузі Бентон штату Міннесота. Населення — 71 особа (2020).

## Географія
Роннебі розташоване за координатами 45°41′7″ пн. ш. 93°51′36″ зх. д. / 45.68528° пн. ш. 93.86000° зх. д. (45.685346, -93.860110).  За даними Бюро перепису населення США в 2010 році переписна місцевість мала площу 2,50 км², уся площа — суходіл.

## Демографія
Згідно з переписом 2010 року, у переписній місцевості мешкало 67 осіб у 26 домогосподарствах у складі 17 родин. Густота населення становила 27 осіб/км².  Було 27 помешкань (11/км²).
Расовий склад населення:
| - 100,0 % — білих |

До двох чи більше рас належало 0,0 %. Частка іспаномовних становила 0,0 % від усіх жителів.
За віковим діапазоном населення розподілялося таким чином: 31,3 % — особи молодші 18 років, 55,3 % — особи у віці 18—64 років, 13,4 % — особи у віці 65 років та старші. Медіана віку мешканця становила 33,3 року. На 100 осіб жіночої статі у переписній місцевості припадало 131,0 чоловіків;  на 100 жінок у віці від 18 років та старших — 109,1 чоловіків також старших 18 років.
Середній дохід на одне домашнє господарство  становив 47 615 доларів США (медіана — 58 125), а середній дохід на одну сім'ю — 59 090 доларів (медіана — 60 000). За межею бідності перебувало 9,4 % осіб, у тому числі 0,0 % дітей у віці до 18 років та 50,0 % осіб у віці 65 років та старших.
Цивільне працевлаштоване населення становило 17 осіб. Основні галузі зайнятості: освіта, охорона здоров'я та соціальна допомога — 47,1 %, мистецтво, розваги та відпочинок — 17,6 %, транспорт — 11,8 %, роздрібна торгівля — 11,8 %.